# Amônio de Atenas
Amônio de Atenas (português brasileiro) ou Amónio de Atenas (português europeu) (em grego:  Ἀμμώνιος), por vezes denominado Amônio, o peripatético, foi um filósofo que ensinou em Atenas durante o século I.
Foi professor de Plutarco, que o elogiava pelos seus ensinamentos, e o apresenta como discursando sobre religião e ritos sagrados. Plutarco escreveu uma biografia de Amônio que não chegou aos nossos dias.
Pela informação fornecida por Plutarco, Amônio era claramente um especialista nas obras de Aristóteles, mas era no entanto em filósofo platónico ao invés de peripatético.
Poderá ser o Amônio de Lamprae (na Ática) que Ateneu citou como sendo o autor de um livro sobre altares e sacrifícios (em grego:  Περὶ βωμῶν καὶ Θυσιῶν). Ateneu também menciona uma obra sobre cortesãos atenienses (em grego:  Περὶ τῶν Ἀθηνσινῆ Ἑταιρίδων) como tendo sido escrito por Amônio.